# Adelans-et-le-Val-de-Bithaine
Adelans-et-le-Val-de-Bithaine è un comune francese di 313 abitanti situato nel dipartimento dell'Alta Saona nella regione della Borgogna-Franca Contea.

## Storia
I comuni di Adelans e di Bithaine-et-le-Val, che nel 1990 contava solo 15 abitanti, sono stati riuniti nel 1993 sotto il nome di Adelans-et-le-Val-de-Bithaine.

### Simboli
Lo stemma comunale è stato adottato nel 2025. La rosa è un attributo della Madonna e ricorda la chiesa dell'Assunzione di Adelans; le tre bande rosse su fondo d'oro riprendono il blasone della famiglia dei De Faucogney che furono signori del luogo: nel Medioevo, Adelans divenne una città importante e nel 1415 fu citata come una delle città più ricche della signoria di Faucogney; la quercia simbolizza l'importanza dei boschi che ricoprono il 57% della superficie del comune; il pastorale rappresenta l'abbazia di Bithaine.

## Società

### Evoluzione demografica
Abitanti censiti